# 稲葉正凱
稲葉 正凱（いなば まさよし、1906年（明治39年）1月14日 - 1963年（昭和38年）1月31日）は、昭和期の政治家、華族。貴族院子爵議員。

## 経歴
子爵・稲葉正縄の二男として生まれる。父の死去に伴い、1919年（大正8年）4月21日、子爵を襲爵した。
暁星中学校を卒業後、イギリスへ留学。1930年（昭和5年）ケンブリッジ大学セント・ジョンズ・カレッジを卒業した。
1935年（昭和10年）外務省文化事業部嘱託となる。以後、内閣情報局嘱託、大東亜省嘱託、国際学友会参与、バンコク在勤日泰文化会館事業部長などを務め、また、昭英建築事務所を経営した。
1945年（昭和20年）3月17日、貴族院子爵議員補欠選挙で当選し、研究会に所属し、1947年（昭和22年）5月2日の貴族院廃止まで在任した。墓所は青山霊園。

## 親族
- 母：隆子（前田利鬯長女）[8][9]
- 妻：徳子（松平保男二女）[1]
- 長女：笑子（八馬望の妻）[1]
- 二男：正輝[1][3]